# Aphnaeus hutchinsonii
Aphnaeus hutchinsonii is een vlinder uit de familie van de Lycaenidae. De wetenschappelijke naam van de soort is voor het eerst gepubliceerd in 1887 door Roland Trimen.

## Verspreiding
De soort komt voor in Mozambique, Zimbabwe, Botswana, Zuid-Afrika en Swaziland.

## Waardplanten
De rups leeft op Burkea africana (Fabaceae), Vachellia robusta (Fabaceae), Loranthus (Loranthaceae) en Viscum (Viscaceae) en wordt bezocht door mieren van het geslacht Crematogaster.